# Мохаммади, Морад
Сейид Морад Мохаммади (перс.  سید مراد محمدی پهنه کلایی‎; род. 9 апреля 1980, Сари, Иран) — иранский борец вольного стиля, бронзовый призёр летних Олимпийских игр 2008 года в Пекине, чемпион мира (2006).